# 逆推力装置

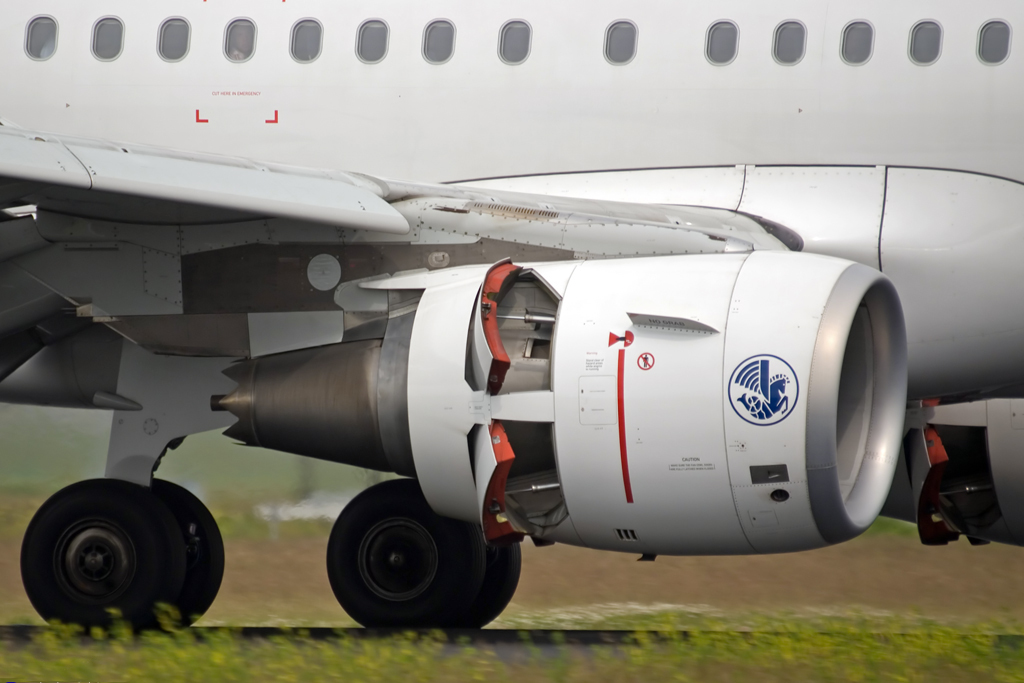
エアバスA321のCFM56エンジンに搭載された逆推力装置

逆推力装置（ぎゃくすいりょくそうち）とは、ジェットエンジンが発生する推力の向きを逆にすることによって飛行機を減速させるための装置である。スラストリバーサー (英: thrust reverser) とも呼ばれる。
着陸後初期の高速滑走状態で使用され、滑走距離を短縮するために用いられる。滑走速度低下後は車輪ブレーキとスポイラーのみによって制動が行なわれる。機体を減速させるだけの逆推力を得る為にエンジン出力が増大されるので、接地直後の数秒間だけエンジン音が一段と大きくなる。

## 例外的使用法
着陸時の減速・制動に使用されることが主な使い方であるが、以下のように例外的な使い方がされることがある。

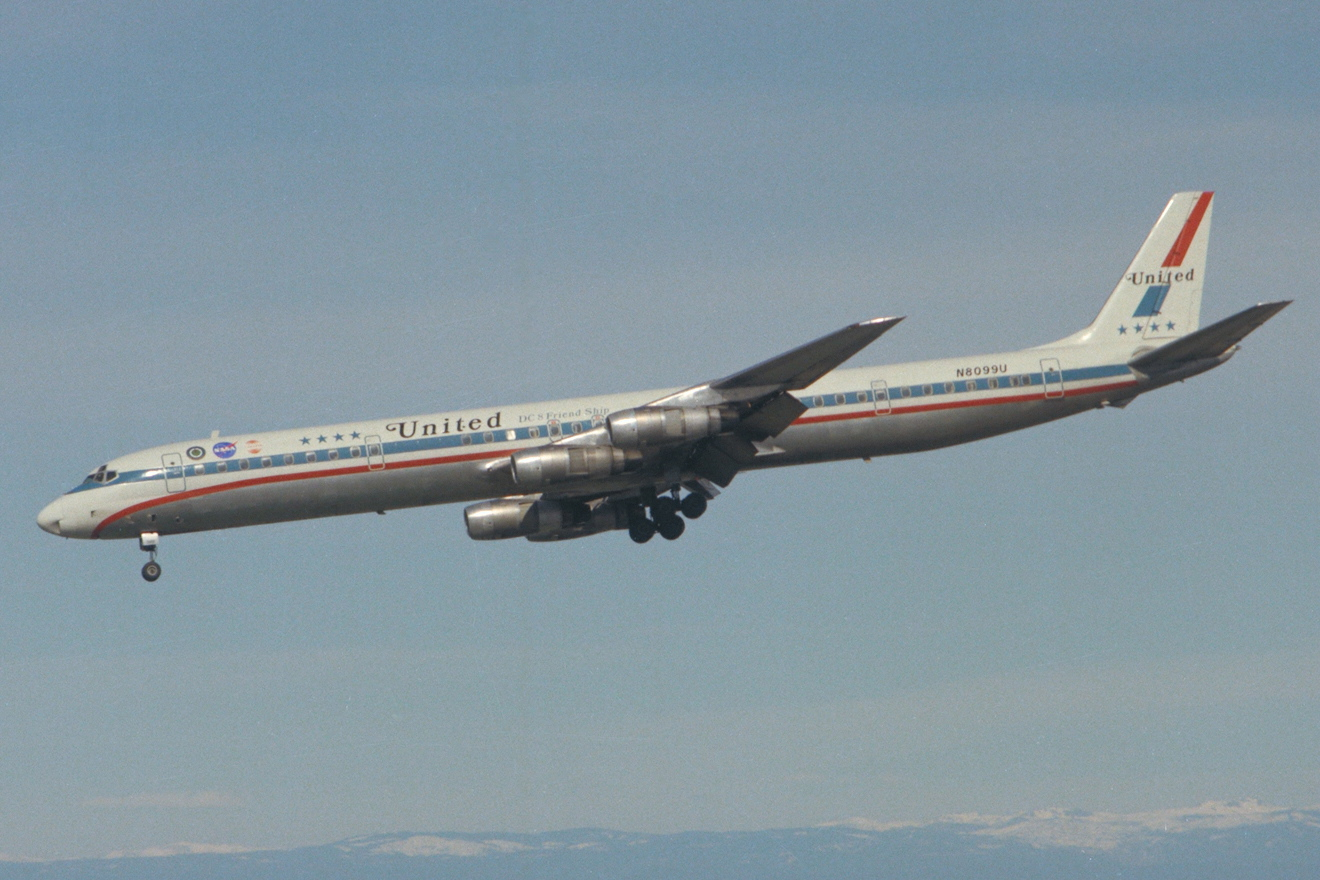
逆噴射を行いながら降下するDC-8

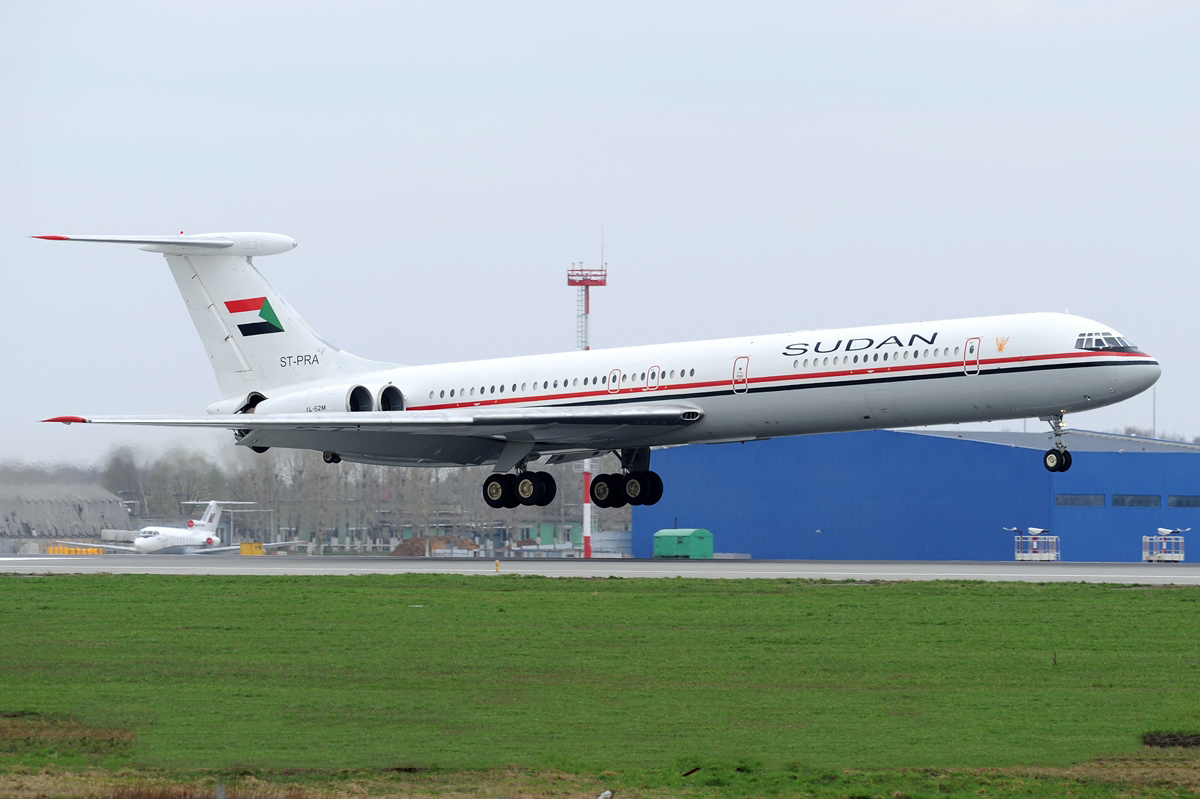
着陸直前にリバーサーを展開するIL-62

- 飛行中の減速

スポイラーを着陸後の減速にしか使用しない仕様になっているDC-8は4発あるエンジンのうち左右胴体側にある2番・3番エンジンを逆噴射させ、これをスピードブレーキとして使用している。またIL-62などは着陸接地直前にスラストリバーサーを展開させている。
- 駐機場や滑走路、誘導路での後退（パワーバック）

商用機では飛行中のスラストリバーサーの使用は経済性が悪化するため行われない。地上でも停止中や低速走行中は塵や雪、異物などを巻き上げてエンジンなどを損傷するために出来るだけ避けられ、またこれを禁止している航空会社もある。雪が機体や主翼に付着すると失速を招き易く、また雪がエンジンに吸い込まれた場合エンジン計器が正しく表示せず、最悪の場合エア・フロリダ90便墜落事故のように、離陸時に最大推力を得られないまま離陸し、墜落に発展しうる危険な失速状態に陥ることがあるため大変危険である。
ジェットエンジン#逆推力装置の節も参照

## 構造
一般的なジェット機では、搭載しているジェットエンジンの構造により2種類の方法がある。

### ターボジェットエンジン・低バイパス比のターボファンエンジン

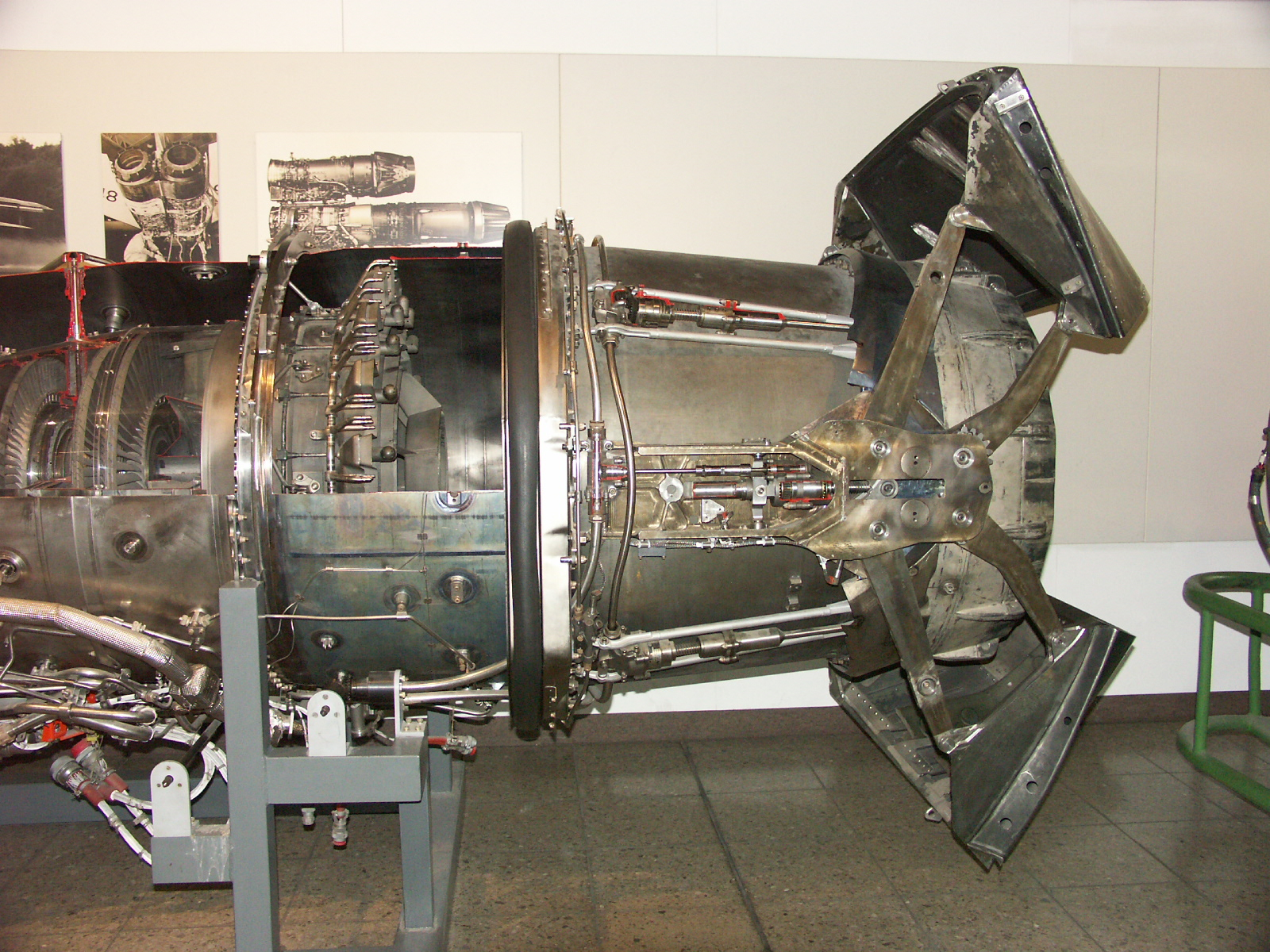
ノズル部分拡大

ターボジェットエンジンや低バイパス比のターボファンエンジンでは、エンジン後方のノズルに蓋をするような装置（スラスト・リバーサー）があり、これで機体後方に噴射していた排気ガス全体を機体斜め前方に反射して制動する。これはクラムシェル方式、またはバケット方式、ターゲット方式と呼ばれる。効率は良いが、高温にさらされるのでそれに耐える材料を用いなくてはならない。

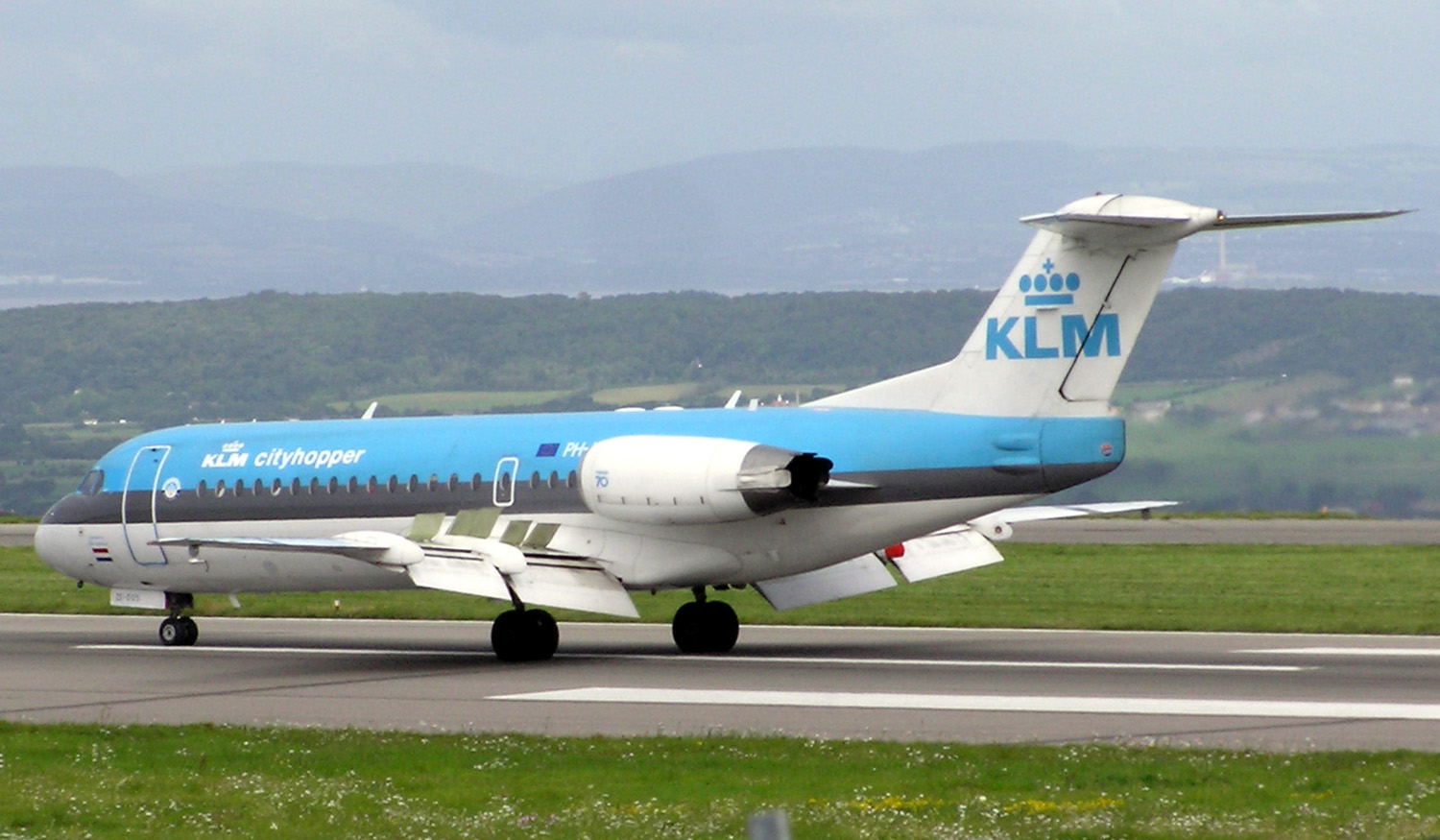
逆推力装置 展開前
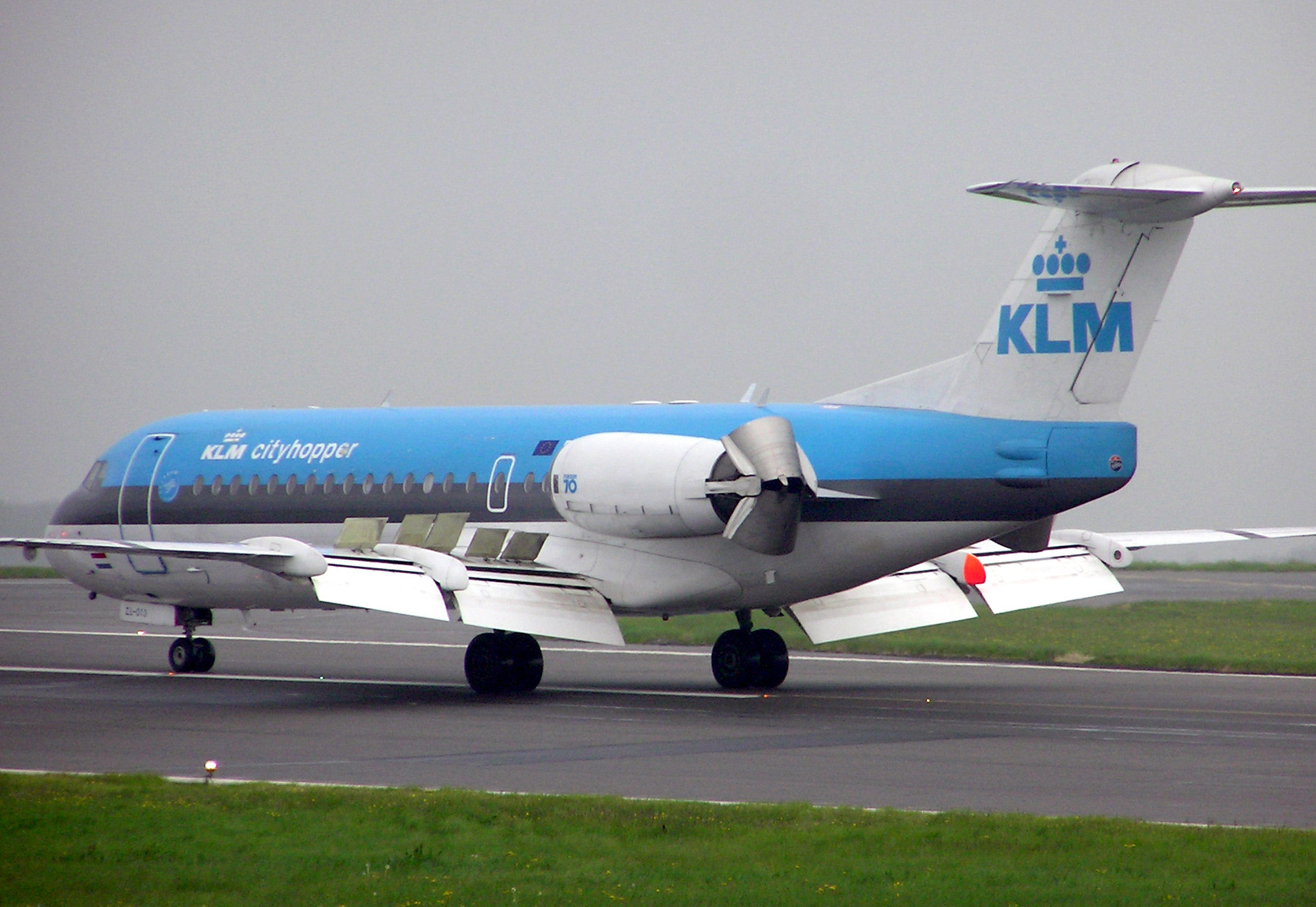
逆推力装置 展開後

### 高バイパス比のターボファンエンジン

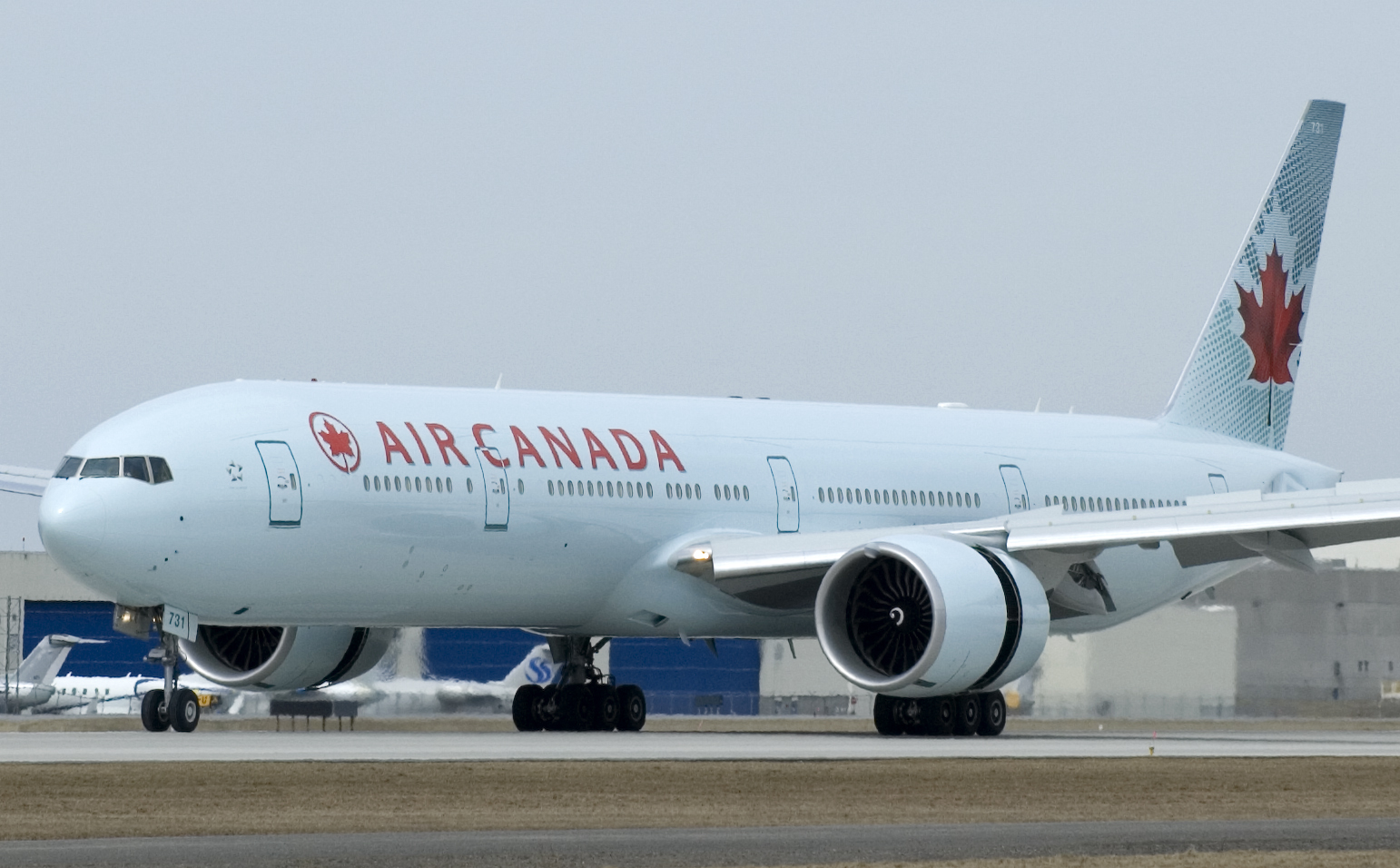
逆推力装置を展開しているボーイング777。エンジン周りのリング状の隙間からバイパス空気流を前方に噴射する

一方、近年の大型旅客機などに採用されている高バイパス比のターボファンエンジンでは、コアエンジンを覆っているバイパス空気流の噴射方向を斜め前方へ偏向し、エンジンコアを通過してきた燃焼ガスについてはそのまま機体後方に噴射し続ける。制動力となるのは前方に偏向されたバイパス流の推力の余弦成分のみである。つまり「逆噴射」とはいうものの、一部についてはそのまま前方への推進力として残っている。バイパス比4（バイパス空気流80%：燃焼ガス20%）、逆噴射時のバイパス空気流が進行方向に対して30度の角度で噴射されるエンジンを例に考えると、80%の推力にcos30゜をかけた69.3%が制動力となり、燃焼ガスの推力と差し引きして推力の49.3%で制動を行っているということになる。実際にはバイパス流が偏向される際に圧力損失が発生するため、制動力はさらに小さくなる。多くのエンジンでは離陸推力に対して最大40-50%程度の制動力を発揮できる。こちらはカスケード方式、もしくはコールドストリーム方式と呼ばれる。高温にさらされないので、アルミニウム合金などでも耐えられ、軽量化が可能となる。

## 操作
逆推力の操作は操縦席のスラストレバーによって行われる。多くの操縦環境では主スラストレバーに付随して逆推力レバーが取り付けられており、逆推力レバーは主スラストレバーがアイドル位置、つまり推力最小状態にあるときのみ逆推力位置へ入れられ、順推力位置へ戻すことが出来る。逆推進レバーが逆推力位置（または順推力位置）に入れられることで、装置は空気圧、油圧、エンジン回転力を利用して逆推力状態（または順推力状態）へと移行する。逆推力の強度は主スラストレバーの操作によって「リバース・アイドル」から「フル・リバース」まで無段階で調整できる。

## 傾向
商用の大型ジェット機で採用されるジェットエンジンはターボファンによる高バイパス化が進んでおり、エンジン推力の大部分は大径のファンによって生み出されている。このためこういったエンジンでは、逆推力はファン・リバーサのみで発生させ、タービン・リバーサは備えていない。
近年の燃料価格高騰により、燃料を消費する逆推力装置の使用（特に最大出力による逆推進）は控えられる傾向にある。
なお、航空機のスペックに表記される着陸時の停止制動距離は、逆推力装置を用いない状態でのものである。航空会社によっては、その運用許容基準 (Minimum Equipment List, MEL) で逆推力装置が故障状態でも運航を許容しているところもある。

## プロペラ機の逆推力機構

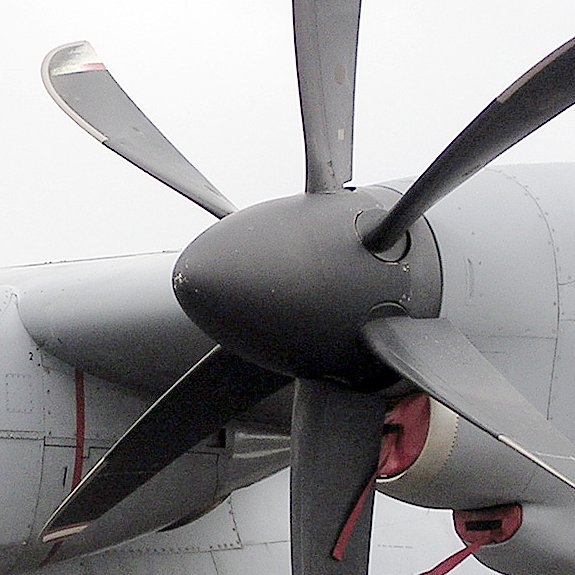
C-130 ハーキュリーズのプロペラの可変ピッチ構造

プロペラ機にもジェット機と同様の装置があるが、仕組みが異なる。
プロペラ機（ターボプロップエンジン機を含む）では、船の可変ピッチスクリューと同じようにプロペラの角度を変えて、それまで後方に押しやっていた空気を前方に押し出す（逆推力を発生させる）ことで制動を行っている。